# Pico Sierra Morena
El pico de Sierra Morena (en francés: Serre Mourène) es una montaña de 3093 m de altitud, con una prominencia de 62 m, ubicado en el macizo de la Munia de los Pirineos, entre la provincia de Huesca (Aragón, España) y el departamento de Altos Pirineos (Occitania, Francia).